# Eois lucivittata
Eois lucivittata là một loài bướm đêm trong họ Geometridae.